# Hedwigiaceae
Hedwigiaceae, porodica pravih mahovina u redu Hedwigiales. Postoji nekoliko rodova.

## Rodovi
1. Braunia Bruch & Schimp.
2. Hedwigia P. Beauv.
3. Hedwigidium Bruch & Schimp.
4. Metarhacocarpus Nog.
5. Pararhacocarpus J.-P. Frahm
6. Pseudobraunia (Lesq. & James) Broth.